# Валентін Кожокару
Валентин-Олександр Кожокару (рум. Valentin Cojocaru, нар. 1 жовтня 1995, Бухарест) — румунський футболіст, воротар клубу «Дніпро-1». Виступав, зокрема, за клуб «Стяуа», а також молодіжну збірну Румунії.

## Клубна кар'єра
Народився 1 жовтня 1995 року в місті Бухарест. Вихованець юнацьких команд футбольних клубів «Динамо» (Бухарест) та «Стяуа». 21 квітня 2011 року він дебютував за резервну команду в Лізі II у грі проти «Конкордії» (Кіажна), програвши 2:3. Протягом того ж сезону він зіграв ще дві гри за дублерів, після чого був переведений у першу команду .
7 травня 2013 року дебютував за основну команду у вищому дивізіоні в матчі проти «Глорії» (Бистриця), зберігши ворота «сухими» (1:0). Того сезону його команда виграла чемпіонат і суперкубок країни, але молодий воротар зіграв лише 3 гри.
У сезоні 2013/14 Кожокару став третім воротарем команди після Чіпріана Тетерушану та Флоріна Ніце, тому так і не зіграв жодної гри у чемпіонському сезоні, натомість був основним воротарем юнацької команди у Юнацькій лізі УЄФА 2013/14, зігравши у всіх шести іграх, але команда не вийшла з групи.
У сезоні 2014/15 основний воротар команди Тетерушану покинув клуб і його замінив литовець Гедрюс Арлаускіс. Кожокару, будучи його дублером, провів 13 ігор в усіх турнірах того сезону і виграв свій третій поспіль чемпіонський титул, а також перший кубок румунської ліги. Після того, як Арлаускіс залишив «Стяуа» на початку сезону 2015/16, Валентін ненадовго став основним воротарем столичного клубу. 14 липня 2015 року він отримав можливість дебютувати в європейських клубних змаганнях, зігравши у першому матчі другого кваліфікаційного раунду Ліги чемпіонів 2015/16 проти словацького «Тренчина» (2:0). Втім після кількох помилок першим номером у команді став Ніце. Всього Кожокару відіграв за бухарестську команду 6 сезонів своєї ігрової кар'єри і провів у чемпіонаті країни 19 матчів (пропустив 18 м'ячів), у Кубку країни — 13 (-5), у єврокубках — 6 (-12) і у Суперкубку Румунії — 1 (-1).
1 вересня 2016 року Кожокару був відданий в оренду в італійський «Кротоне» з Серії А. Там румунський воротар був дублером Алекса Кордаца і жодного разу на поле не вийшов, тому вже у січні 2017 року оренду було достроково перервано і другу половину сезону Валентін провів у клубі Серії Б «Фрозіноне». Але і там жодної офіційної гри за першу команду не провів, просидівши за спиною у Франческо Барді.
7 вересня 2017 року Кожокару підписав повноцінний контракт з кіпрським «Аполлоном» (Лімасол). У новій команді знову не зумів пробитись до основи, через що 22 січня 2018 року, так і не дебютувавши за команду, сторони погодились розірвати контракт.
24 січня 2018 року Валентін повернувся на батьківщину і уклав угоду з «Віїторулом» (Констанца), у складі якого відразу став основним гравцем і 2019 року виграв з командою кубок та суперкубок Румунії. Того ж року його з основи витіснив місцевий вихованець Кетелін Кебуз, через що Кожокару 24 січня 2020 року був змушений на правах оренди до кінця сезону з опцією викупу перейти в «Волунтарі». Повернувшись влітку до «Віїторула» Кожокару знову став основним воротарем на сезон 2020/21.
5 липня 2021 року перейшов у «Дніпро-1».

## Виступи за збірні
У 2014 році дебютував у складі юнацької збірної Румунії (U-19), взяв участь у 7 іграх на юнацькому рівні, пропустивши 13 голів. Також залучався до складу молодіжної збірної Румунії. На молодіжному рівні зіграв у 14 офіційних матчах, пропустив 16 голів.
У листопаді 2016 року Валентін Кожокару отримав перший виклик до складу національної збірної Румунії на матчі проти Польщі та Росії, але на поле не вийшов.

## Статистика виступів

### Статистика клубних виступів
| Сезон                     | Клуб                      | Чемпіонат                 | Чемпіонат | Чемпіонат | Національний кубок | Національний кубок | Національний кубок | Континентальні кубки | Континентальні кубки | Континентальні кубки | Supercoppe | Supercoppe | Supercoppe | Усього | Усього |
| Сезон                     | Клуб                      | Ліга                      | Ігор      | Голів     | Ліга               | Ігор               | Голів              | Ліга                 | Ігор                 | Голів                | Ліга       | Ігор       | Голів      | Ігор   | Голів  |
| ------------------------- | ------------------------- | ------------------------- | --------- | --------- | ------------------ | ------------------ | ------------------ | -------------------- | -------------------- | -------------------- | ---------- | ---------- | ---------- | ------ | ------ |
| 2010–11                   | «Стяуа» II                | ЛІІ                       | 3         | -8        | -                  | -                  | -                  | -                    | -                    | -                    | -          | -          | -          | 3      | -8     |
| 2011–12                   | «Стяуа»                   | ЛІ                        | 0         | 0         | КР                 | 0                  | 0                  | ЛЄ                   | 0                    | 0                    | -          | -          | -          | 0      | 0      |
| 2012–13                   | «Стяуа»                   | ЛІ                        | 3         | -5        | КР                 | 0                  | 0                  | ЛЄ                   | 0                    | 0                    | -          | -          | -          | 3      | -5     |
| 2013–14                   | «Стяуа»                   | ЛІ                        | 0         | 0         | КР                 | 0                  | 0                  | ЛЧ                   | 0                    | 0                    | СкР        | 0          | 0          | 0      | 0      |
| 2014–15                   | «Стяуа»                   | ЛІ                        | 7         | -6        | КР+КЛ              | 4+2                | -2                 | ЛЧ+ЛЄ                | 0                    | 0                    | СкР        | 0          | 0          | 13     | -8     |
| 2015–16                   | «Стяуа»                   | ЛІ                        | 7         | -6        | КР+КЛ              | 4+3                | -3                 | ЛЧ+ЛЄ                | 4+1                  | -11                  | СкР        | 1          | -1         | 20     | -21    |
| лип.-серп. 2016           | «Стяуа»                   | ЛІ                        | 2         | -1        | КР+КЛ              | 0                  | 0                  | ЛЧ                   | 1                    | -1                   | -          | -          | -          | 3      | -2     |
| Усього «Стяуа» (Бухарест) | Усього «Стяуа» (Бухарест) | Усього «Стяуа» (Бухарест) | 19        | -18       |                    | 13                 | -5                 |                      | 6                    | -12                  |            | 1          | -1         | 39     | -36    |
| серп. 2016–17             | «Кротоне»                 | A                         | 0         | 0         | КІ                 | -                  | -                  | -                    | -                    | -                    | -          | -          | -          | 0      | 0      |
| Усього                    | Усього                    | Усього                    | 22        | -26       |                    | 13                 | -5                 |                      | 6                    | -12                  |            | 1          | -1         | 42     | -44    |

## Титули і досягнення
- Чемпіон Румунії (3):

«Стяуа»: 2012–2013, 2013-14, 2014-15
- Володар Кубка Румунії (2):

«Стяуа»: 2013-14
«Віїторул»: 2018-19
- Володар Кубка румунської ліги (2):

«Стяуа»: 2014-15, 2015-16
- Володар Суперкубка Румунії (2):

«Стяуа»: 2013
«Віїторул»: 2019